# هجوم كونمينغ
هجوم كونمينغ هو هجوم حصل في 1 مارس 2014 في مدينة كونمينغ الصينية وقد قتل في الهجوم 33 شخص بينهما 4 أشخاص من المنفذون وقد اتهمت الصين انفصاليين مسلمين بالهجوم 
.